# شهرستان کلیر کریک (کلرادو)
شهرستان کلیر کریک، کلرادو (به انگلیسی: Clear Creek County, Colorado) یک سکونتگاه مسکونی در ایالات متحده آمریکا است که در کلرادو واقع شده‌است.

## خصوصیات
شهرستان کلیر کریک ۱٬۰۲۵٫۶۴ کیلومترمربع مساحت دارد.